# 20242 Саґо
20242 Саґо (20242 Sagot) — астероїд головного поясу, відкритий 27 лютого 1998 року.
Тіссеранів параметр щодо Юпітера — 3,528.